# برندان مالون
برندان مالون (بالإنجليزية: Brendan Malone)‏ مواليد 21 أبريل 1942 في نيويورك، هو لاعب كرة سلة محترف أمريكي أصبح مدرباً وهو حاليا مدرب مساعد في فريق ديترويت بيستونز في الرابطة الوطنية لكرة السلة حيث فاز معه بلقب الرابطة الوطنية لكرة السلة في موسم 1988–89 وموسم 1989–90.

## روابط خارجية
- برندان مالون على موقع سبورتس رفرنس (الإنجليزية)
- برندان مالون على موقع كلية كرة السلة في سبورتس رفرنس.كوم (الإنجليزية)